# Fabrice Lardreau
 (avril 2012).
Si vous disposez d'ouvrages ou d'articles de référence ou si vous connaissez des sites web de qualité traitant du thème abordé ici, merci de compléter l'article en donnant les références utiles à sa vérifiabilité et en les liant à la section « Notes et références ».
Fabrice Lardreau est un écrivain français né à Paris en 1965. Il est l'auteur de neuf romans et récits, dont Une fuite ordinaire (1997), remarqué par Michel Houellebecq et Contretemps (2004), salué par la critique et traduit en plusieurs langues.
Journaliste à La Montagne & Alpinisme, il dirige la collection Versant intime chez Arthaud. 

## Œuvres
- L'Étreinte de l'eau, entretiens avec Chantal Thomas, Arthaud, 2023  (ISBN 978-2-0802-8162-3)
- Psychisme ascensionnel, entretiens avec Étienne Klein, avec Fabrice Lardreau, Arthaud, 2020, entretiens
- La Ville Rousse, Julliard, 2020  (ISBN 978-2-260-05461-0)
- Le RER - nos lignes de vie, Robert Laffont, Coll. Nouvelles mythologies, 2018  (ISBN 978-2-221-14484-8)
- La guerre de sécession, Lemieux éditeur, 2018,  (ISBN 978-2-37344-123-9)
- Duetto Vladimir Nabokov, Nouvelles Lectures, édition numérique, 2018
- Dictionnaire des mots en trop (collectif) sous la direction de Belinda Cannone et Christian Doumet, ed. Thierry Marchaisse, 2017  (ISBN 978-2-36280-193-8)
- Le carrefour invisible - Une chronique française, Plein Jour, 2017  (ISBN 978-2370670144)
- Cimes intérieures , éditions Paulsen, 2013, préface de Philippe Claudel  (ISBN 978-2-35221-071-9)
- Un certain Pétrovitch Léo Scheer, 2011  (ISBN 978-2-75610-341-9)
- Versants intimes, Arcadia, 2010  (ISBN 978-2-913019-72-0)
- Nord absolu, Belfond, 2009  (ISBN 978-2-7144-4589-6)
- Contretemps, Flammarion, 2004  (ISBN 2-08-068526-0)
- Quelqu'un marche là-haut, Albin Michel, 2000  (ISBN 2-226-11440-8)
- Les tirages flous ne sont pas facturés, Denoël, 1998  (ISBN 2-207-24770-8)
- Une fuite ordinaire, Denoël, 1997  (ISBN 2-207-24480-6)
- Les Draps de papier, Denoël, 1994  (ISBN 2-207-24174-2)